# Athol (Kansas)
Pour les articles homonymes, voir Athol.
Athol est une ville du comté de Smith au Kansas, aux États-Unis. Sa population est de 41 habitants en 2020.

## Histoire
La ville porte d'abord le nom de Corvallis et un bureau de poste est établi le 19 février 1875. Elle se développe rapidement avec l'arrivée du Rock Island Railroad et change de nom le 8 février 1888, adoptant son appellation actuelle, Athol,.
Incorporée en 1911, la ville possède à cette date un banque, un bureau de poste, un silo à grains et plusieurs magasins généraux. La ville possède également un journal l'Athol Record de 1908 à 1933, date de son déménagement à Smith Center et une Rural High school est créée le 25 août 1919. La banque d'Athol fusionne avec celle de Smith Center en 1932.

## Géographie
Athol est situé dans le comté de Smith, sur la U.S. Route 36.
Selon le Bureau du recensement des États-Unis, la ville a une superficie totale de 0,47 km2, entièrement terrestre
.

## Patrimoine
La Home on the Range Cabin (en) est une cabane en bois construite par Brewster Higley (en) en 1875. Elle est liée au poème My Western Home, publié en 1872, d'où est issue la chanson Home on the Range qui est l'hymne officiel de l'État de Kansas depuis le 30 juin 1947. Située à 13 kilomètres au nord d'Athol, la cabane est inscrite au registre national des lieux historiques depuis le 31 août 2000.